# Centistes rufus
Centistes rufus är en stekelart som beskrevs av Chen och Van Achterberg 1997. Centistes rufus ingår i släktet Centistes och familjen bracksteklar. Inga underarter finns listade.